# Cascade de Rianbavy
La cascade de Rianbavy est une chute d'eau de Madagascar.
Elle se situe dans le Massif d'Andringitra, proche du parc national du même nom.
À moins d'un kilomêtre de cette chute d'eau se situe aussi la cascade de Riandahy.